# Doreen Voigt

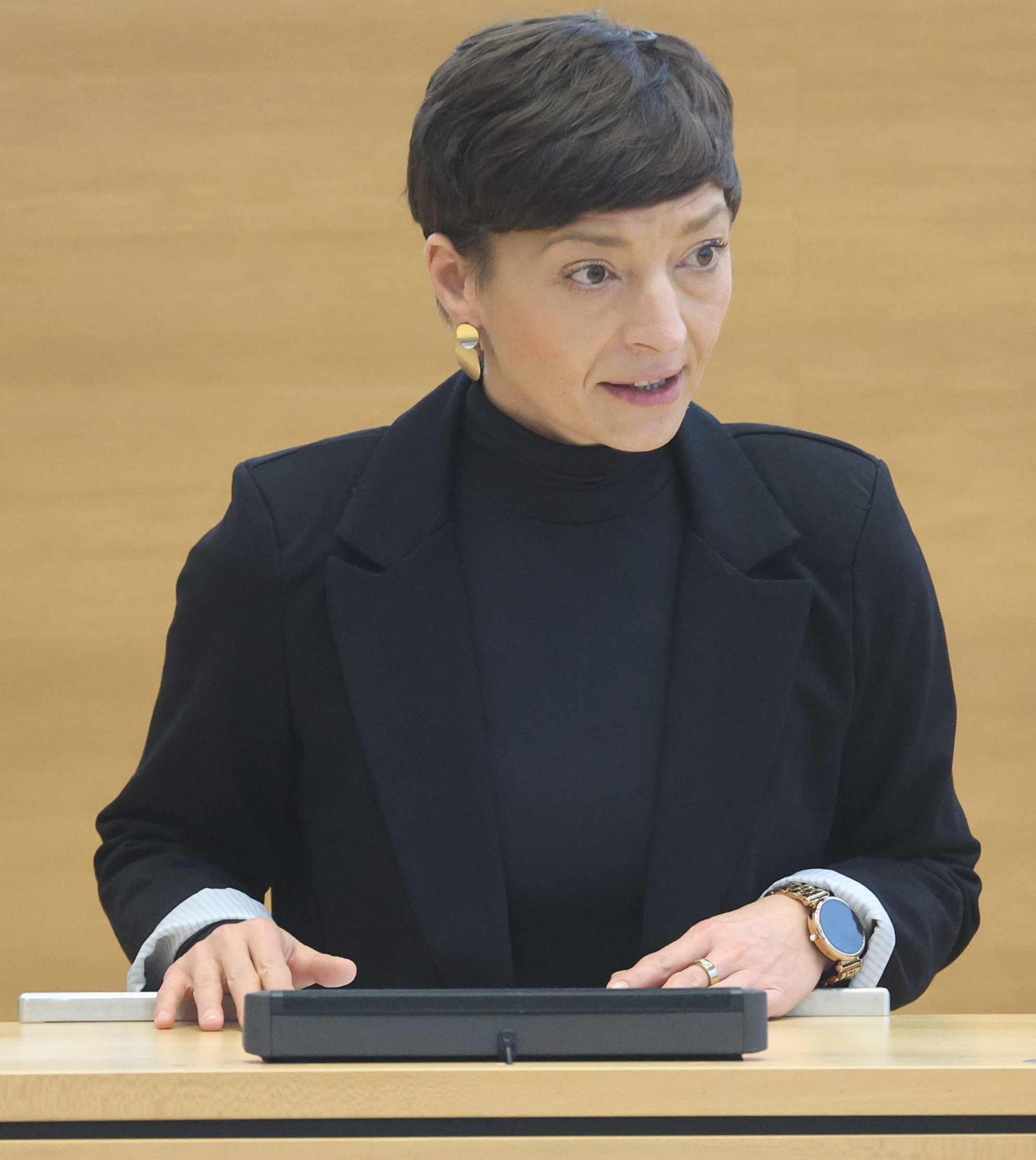
Doreen Voigt (2024)

Doreen Voigt (* 1984 in Grimma) ist eine deutsche Politikerin (BSW).

## Leben und Beruf
Voigt arbeitete als Sozialpädagogin beim Paritätischen Wohlfahrtsverband Sachsen beim Referat Sucht und Sozialpsychiatrie.

## Politik
Doreen Voigt trat 2024 ins Bündnis Sahra Wagenknecht ein und belegte bei der Landtagswahl in Sachsen 2024 den dritten Platz der Landesliste des BSW, sodass sie Mitglied des 8. Sächsischen Landtages wurde.  